# Agnieszka Włodarczyk
Agnieszka Włodarczyk (Phát âm tiếng Ba Lan: [aɡˈɲɛʂka vwɔˈdart͡ʂɨk]; sinh ngày 13 tháng 12 năm 1980 tại Sławno) là một diễn viên và ca sĩ người Ba Lan.

## Thành tích nghệ thuật

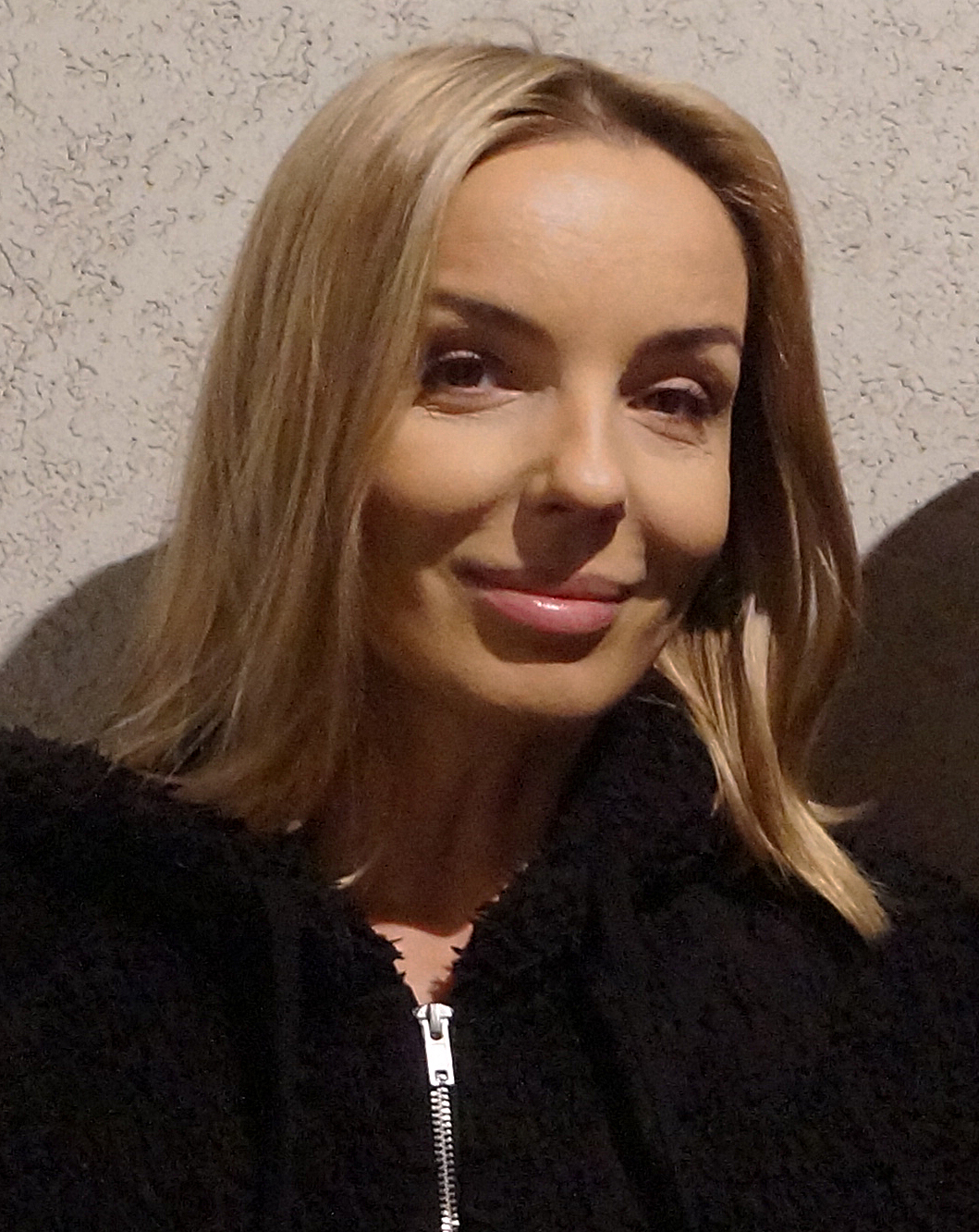
Agnieszka Włodarczyk (2018)

Dưới đây liệt kê một số phim điện ảnh và phim truyền hình có sự góp mặt của Agnieszka Włodarczyk:

### Phim điện ảnh
- 1997:  Sara
- 1999: Pierwszy million
- 2001: Poranek kojota
- 2002: Rób swoje, ryzyko jest twoje
- 2002: E=mc²
- 2004: Nigdy w życiu!
- 2006: Job, czyli ostatnia szara komórka
- 2012: Kac Wawa

### Sê-ri phim truyền hình
- 1997-98: 13 posterunek
- 1999: Pierwszy million
- 2000: 13 posterunek 2
- 2001: Zostać miss
- 2001-12: Plebania
- 2003: Zostać miss 2
- 2004: Dziki
- 2004: Talki z resztą
- 2005: Czego się boją faceci, czyli seks w mniejszym mieście
- 2005: Dziki 2. Pojedynek
- 2006-10: My baby
- 2007: Ja wam pokażę!
- 2009-12: Pierwsza miłość

## Đĩa hát
| Nie dla oka...                                                                | - Phát hành: 2007 - Hãng đĩa: My Music - Định dạng: CD           | 21 | - POL: 15,000+ | - POL: Vàng |
| Najpiękniejsze polskie kolędy                                                 | - Phát hành: 2011 - Hãng đĩa: My Music - Định dạng: CD, tải nhạc | —  |                |             |
| "–": Bài hát không có bảng xếp hạng hoặc không được phát hành trong lãnh thổ. |                                                                  |    |                |             |